# Jund al-Islam
Jund al-Islam (Soldados del Islam) es un grupo yihadista, afiliado a al-Qaeda que opera principalmente en la península del Sinaí en Egipto. El grupo también empezó a tener acercamiento con otras células yihadistas en Franja de Gaza hacía 2017.

## Trasfondo
El grupo fue fundado en 2011 poco después de la caída del gobierno libio dirigido por Muammar Gaddafi, estableciendo campos de entrenamiento en Libia, y se hizo público formalmente hasta septiembre de 2013 después de afirmar un ataque suicida contra la sede de inteligencia del ejército egipcio en Rafah. Posteriormente, el grupo estuvo activo en gran medida hasta 2017, al amenazar con luchar contra el Estado Islámico de Irak y el Levante y su afiliado local en el Sinaí. El grupo también afirma tener vínculos con Al-Qaeda en la Península arábiga, el grupo también tiene vínculos con Hamás en la Franja de Gaza a través de un clérigo islámico con sede en Gaza que también tiene vínculos con Hayat Tahrir al-Sham (HTS) con sede en Siria, que es una coalición de cinco grupos rebeldes sirios, incluido Jabhat Fateh al-Sham, que es la organización sucesora de Jabhat al-Nusra que hasta 2016 fue la rama oficial de Al-Qaeda en Siria y ha apoyado y mantenido relaciones con Jund al-Islam a través de la Franja de Gaza, siendo este clérigo que actúa como intermediario entre las dos organizaciones.

### Afiliación a al Qaeda
Aunque el grupo ser parte de Al-Qaeda y a expresado abiertamente su apoyo al grupo y a su líder Ayman al-Zawahiri y tiene vínculos organizacionales con su ex afiliado sirio HTS y afirma tener vínculos con su rama en Yemen, al-Qaeda ha no reconoció al grupo, ni lo ha reconocido como afiliado.

## Historia
El grupo fue formado en febrero de 2011 y realizó su primera acción armada en mayo del mismo año tras la  muerte de Osama bin Laden haciendo gala de sus capacidades militares, permaneciendo inactivo desde entonces hasta 2013.
En 2013, el grupo se atribuyó la responsabilidad de un ataque suicida doble contra un complejo de inteligencia militar egipcio en el norte del Sinaí en la ciudad de Rafah, que resultó en la muerte de 6 soldados muertos y 17 heridos, esto meses después de la caída del expresidente egipcio Mohamed Morsi en julio. 2013. En una declaración sobre el ataque, Ansar Beit al-Maqdis elogió el ataque y afirmó que fue en respuesta a la represión egipcia contra los islamistas tras la caída de Morsi y la cooperación con Israel. Jund al-Islam también emitió una declaración con una retórica similar. El 2 de enero de 2014, hombres armados mataron a tiros a Mark De Salis y Lynn Howie mientras almorzaban en una playa cerca de Sabratha, Distrito de Zauiya, Libia. Jund Al-Islam se atribuyó la responsabilidad del ataque, alegando que la pareja fue atacada por ser espías extranjeros.
En noviembre de 2017 el grupo resurgió nuevamente, declarando su oposición al Estado Islámico de Irak y el Levante y su líder Abu Bakr al-Baghdadi . Jund al-Islam afirma que Abu Bakr al-Baghdadi e ISIL son Kharijies, y también afirma que la rama de ISIL en el Sinaí ha cometido abusos contra la población musulmana local y ha asediado la Franja de Gaza.
En enero de 2018, un combatiente ruso que formaba parte de la provincia del Sinaí de ISIS, desertó a Jund al-Islam después de varios desacuerdos con los líderes de ISIS en el Sinaí, y apareció en un video publicado por Jund al-Islam criticando al Estado Islámico.
En julio del 2020,el Estado Islámico del Sinaí afirmó haber "exterminado" a los restos de Jund al-Islam  después de un enfrentamiente en el que siete miembros del grupo, incluido su líder 'Abu Ayyub', fueron asesinados en la aldea de al-Burath.